# Golrokh Ebrahimi Iraee
Golrokh Ebrahimi Iraee (* 1980) je íránská spisovatelka, politická vězeňkyně a obránkyně lidských práv, která vystupuje proti kamenování.
V roce 2016 byla odsouzena k šestiletému trestu za "urážku islámské posvátnosti" v souvislosti se svou povídkou, která přitom nebyla nikdy publikována. Během hromadného zatýkání aktivistů během protestů po smrti Mahsá Amíniové byla 26. září 2022 znovu zatčena a převezena na neznámé místo.

## Život
V září 2014 íránské úřady prohledaly dům Golrokh Iraee a jejího manžela Arashe Sadeghiho v Teheránu. Zajistily notebooky a CD. Přitom našli nepublikovaný příběh o dívce, která po zhlédnutí filmu o ukamenování neprávem odsouzené ženy spálí Korán.
Čtyři muži, pravděpodobně z Revolučních gard, odvezli Sadeghiho do věznice Evín a Iraee na tři dny na tajné místo. Nedovolili jí navštívit právníka ani mluvit s rodinou. Pak byla odvezena rovněž do věznice Evín. Po 17 dní ji vyslýchali, zavazovali jí oči a vyhrožovali jí zabitím. Během výslechů musela poslouchat, jak stráže ve vedlejší cele trýzní jejího manžela.
Ebrahimi Iraee byla v říjnu 2016 odsouzena k šestiletému trestu. Byla odsouzena za „urážku islámské posvátnosti“ a „šíření propagandy proti systému. Z vězení byla propuštěna 3. ledna 2017 po 71denní hladovce svého manžela a protestu na Twitteru, který vzbudil mezinárodní pozornost. Dne 22. ledna poté, co její manžel hladovku ukončil, však byla přinucena vrátit se zpět do vězení.
Iraee byla v březnu 2018 převezena z Evínu do věznice Qarchak. V prosinci 2020 byl Iraee předvolána a násilně převezena na samotku v Evínu. Bylo jí odepřeno kontaktovat rodinu a její osud zůstal neznámý až do 25. ledna 2021, kdy byla převezena do věznice Amol v provincii Mázandarán.

### 2022
Znovu zatčena byla ve svém domě během protestů po smrti Mahsá Amíniové 26. září 2022. Poté byla převezena na nezveřejněné místo. Během zatýkání ji strážníci kopli do břicha, což jí způsobilo zranění zad a žaludku.
Při ročním výročí smrti Mahsá Amíniové byla spisovatelka mezi ženami, které na dvoře věznice Evín "na protest proti neúprosné krutosti náboženské autoritářské vlády" spálily své šátky.